# I linguaggi dell'arte
I linguaggi dell'arte (Languages of Art: An Approach to a Theory of Symbols) è un saggio di Nelson Goodman pubblicato nel 1968. È un'opera di estetica che tratta, mediante un approccio analitico, le principali questioni artistiche della filosofia angloamericana del XX secolo.
L’obiettivo di Goodman ne I linguaggi dell'arte è lo “studio sistematico dei simboli e dei sistemi simbolici, e dei modi come essi funzionano nelle nostre percezioni, azioni, arti e scienze e, quindi, nella creazione e comprensione dei nostri mondi” (228). Il suo pensiero sull’arte costituisce uno dei contributi più significativi per instaurare un ponte tra teoria del riferimento e teoria della rappresentazione visiva.

## La teoria generale dei simboli
La “teoria generale dei simboli” è una teoria funzionalista basata sul concetto di "riferimento" (reference), concetto chiave che sta al centro della tesi del saggio. Goodman distingue tre tipologie di riferimento: denotazione, esemplificazione ed espressione. 

La denotazione è la relazione tra un certo predicato e ciò che esso "etichetta". Questo significa che rappresentare un oggetto esistente è un modo di classificare, organizzare, “etichettare”. C’è da notare inoltre che le raffigurazioni “funzionano pressoché allo stesso modo delle descrizioni. Esattamente come gli oggetti sono classificati per mezzo di, o sotto, varie etichette verbali, così anche gli oggetti sono classificati da o sotto varie etichette pittoriche” (34). 
Davanti a un quadro come ad ogni altra etichetta, si pongono sempre due interrogativi: che cosa rappresenta (o descrive), e che sorta di rappresentazione (o descrizione) sia. Con il primo ci domandiamo a quale oggetto, ammesso che ci sia, esso si applica come etichetta; con il secondo ci domandiamo quale, tra certe etichette, si applica ad esso. (34)
L'esemplificazione, anch’essa un modo di simbolizzare, richiede che il simbolo esemplificativo si riferisca all'etichetta verbale o pittorica che lo denota; è “possesso più riferimento” (53). Considerare l’esemplificazione equivale di fatto a considerare le proprietà di un simbolo, e queste vengono denotate da etichette appartenenti sia al linguaggio verbale sia a quello non-verbale. Il momento dell’esemplificazione è particolarmente evidente nelle finzioni e nell’arte astratta.
L'espressione è un caso particolare di esemplificazione in cui il possesso delle proprietà non è letterale, ma metaforico: “ciò che è espresso è metaforicamente esemplificato” (80). Spesso un enunciato metaforico è fuorviante rispetto a ciò che un simbolo esprime. Come sottolinea Goodman, “un quadro pretenzioso non esprime la modestia che gli può essere sarcasticamente attribuita”, così come “un ritaglio rettangolare di stoffa non esemplifica di solito la «rettangolarità», e il quadro il cui valore di mercato aumenta rapidamente non esprime la proprietà di essere una miniera d’oro” (81).
Secondo questa logica, nel campo delle arti visive, la somiglianza non è un criterio necessario né sufficiente per la raffigurazione, dal momento che non c’è distinzione, tra i simboli, tra ciò che è immagine e ciò che non lo è. Ponendo come unica condizione il riferimento, viene scartata la possibilità di fondare la relazione simbolica a partire dalla somiglianza. Infatti, "ciò che distingue le descrizioni dalle rappresentazioni [...] sta nella relazione tra un simbolo e gli altri all’interno di un sistema” (197-98). Perciò qualunque segno può funzionare come “rappresentazione” o come “descrizione” a seconda del sistema simbolico in cui si trova: “niente è intrinsecamente una rappresentazione; lo status di rappresentazione è relativo al sistema simbolico. Ciò che in un sistema è un quadro può essere una descrizione in un altro” (196). Un simbolo è il tipo di simbolo che è – linguistico, musicale, pittorico, diagrammatico, ecc. – in virtù della sua appartenenza a un sistema caratterizzato da regole sintattiche e semantiche. Ogni sistema costruisce un mondo proprio e “la scelta tra i sistemi è libera” (42), perché regole e decisioni si danno solo all’interno di un sistema.
La differenza significativa tra descrizioni e rappresentazioni è riconducibile al diverso modo di funzionare dei sistemi simbolici, il che dipende solo dal corretto funzionamento di ciò che un segno denota: se questo opera all’interno di un sistema figurativo, il segno sarà una rappresentazione; se opera in un sistema descrittivo, allora sarà una descrizione.
Nell’ottica di una rivalutazione filosofica del concetto di “arte”, la teoria generale dei simboli mette in gioco una prospettiva funzionale delle opere d’arte e dei simboli in generale, perché “simbolo” e “opera d’arte” sono concetti funzionali. Il senso dell’estetico è dato proprio dal fatto che noi facciamo riferimento a sistemi diversi: non sono i simboli a stabilire il sistema di appartenenza, ma noi stessi, assegnandoli a questo o a quel sistema. L’analisi filosofica apportata da Goodman nel campo dell’arte non si sofferma sulla possibilità di raggiungere la presunta essenza stabile di un oggetto, la sua “artisticità”, bensì ci invita a comprenderne le modalità referenziali, per far emergere attraverso questa articolazione il suo modo di funzionare.

## Rilevanza ed efficacia di un'opera d'arte
Parlare di opere d’arte non significa necessariamente parlare di opere d’arte belle. Questo perché il valore non è una proprietà intrinseca dell'opera: tracciando la differenza tra il “fatto estetico” e il “merito” si risolve la questione su entrambi i versanti. C’è da sottolineare che questa impostazione teorica della questione non intende fondare un’estetica definitoria o criteriale, ma solo assimilare in un primo momento le nozioni di “estetico” e di “artistico”, per poter ripensare l’esteticità di un segno indipendentemente dal suo valore. Se possiamo parlare di “opere eccellenti” e di “opere scadenti” in modo sensato, allora esiste anche la possibilità di individuare il modo di funzionare di un segno indipendentemente dai giudizi di valore. Secondo Goodman è possibile distinguere la rilevanza estetica di un segno dalla sua efficacia estetica.
Si aprono così due questioni correlate tra loro: se sia possibile individuare un’opera d’arte a prescindere dal suo giudizio di valore; e se sia possibile differenziare l’ambito dell’artistico da quello dell’estetico. Su quest’ultimo punto, Goodman è contrario per un motivo fondamentale: dal punto di vista estetico, le opere d’arte e i loro esemplari – oggetti, artefatti, eventi, ecc. – non presentano differenze ontologiche, ma rimandano a uno stesso funzionamento simbolico svolgendo una, o più di una, delle quattro funzioni referenziali (rappresentazione, descrizione, esemplificazione, espressione). Goodman si domanda se sia il caso di “sottoporre ad esame la rilevanza estetica” indagando sulla presenza di “aspetti o sintomi, anziché un criterio netto, del fatto estetico” (217).

## Isintomi dell'estetico
L’espressione “sintomi dell’estetico” è scelta appositamente per mettere in evidenza che si tratta di indizi o di “caratteristiche salienti” (217), ovvero di caratteristiche che “tendono ad essere presenti piuttosto che assenti, e ad essere dominanti nell’esperienza estetica” (218-219). Ne I linguaggi dell'arte sembra farsi strada l’ipotesi che la compresenza di più sintomi sia “sufficiente” a garantire l’esteticità di un’opera o di un’esperienza. Da questo punto di vista, se i sintomi “sono singolarmente non sufficienti né necessari all’esperienza estetica, essi possono essere congiuntamente sufficienti e disgiuntamente necessari; forse, vale a dire, un’esperienza è estetica se possiede tutti questi attributi e solo se ne possiede almeno uno”. Goodman ribadisce che non c’è alcun legame tra il numero di sintomi presenti in un’opera e il suo grado di esteticità: “l’assenza di qualche tratto o la presenza di qualche sintomo non estetico, non determina una totalità meno esteticamente pura, né un’esperienza è tanto più estetica quanto maggiore è la concentrazione dei sintomi estetici” (219).
Ne I linguaggi dell'arte ne vengono elencati quattro:
1. Densità sintattica
2. Densità semantica
3. Saturazione sintattica
4. Esemplificazione

Un sistema simbolico è sintatticamente denso "se presenta infiniti caratteri ordinati in modo tale che per ogni copia di essi ne esista un terzo intermedio” (LA, 120). Un buon modo per figurarsi questa caratteristica è considerare la differenza tra i sistemi analogici e i sistemi digitali. La densità sintattica è caratteristica dei sistemi non linguistici, ed è un tratto che distingue gli schizzi dalle partiture e dai copioni.
Inoltre, un sistema simbolico è semanticamente denso se i simboli non posseggono una grana sufficientemente fine per cogliere gli oggetti in modo non ambiguo. La densità semantica è caratteristica della rappresentazione, della descrizione e dell'espressione nelle arti, ed è un tratto che differenzia gli schizzi e i copioni dalle partiture.
Benché la densità sintattica e semantica, prese isolatamente, non siano in grado di individuare un’opera d’arte, esse sono comunque indici dell’estetico. La prima indica il grado di articolazione e di combinazione dei simboli, che differenzia, ad esempio, il regime della pittura dal regime della musica; la seconda è presente, di norma, nelle descrizioni e nei sistemi rappresentazionali. Sei il sintomo della densità è (potenzialmente) in grado di distinguere i sistemi analogici da quelli digitali, tuttavia non è sufficiente a individuare i sistemi pittorici all’interno dell’insieme dei sistemi analogici. È necessario dunque fare un passo avanti nell’analisi e prendere in considerazione il terzo sintomo, cioè la saturazione sintattica. La saturazione estende la densità a vari livelli del materiale simbolico e mostra che tutti i tratti di “quel” determinato segno sono necessari alla sua comprensione; permette di distinguere le raffigurazioni dalle altre modalità simboliche.
L'esemplificazione è probabilmente il modo di simbolizzare principale nelle arti, per il fatto che la sua presenza spesso costituisce la più marcata differenza tra l’estetico e il non estetico. Un simbolo esteticamente significativo serve anche come campione di proprietà possedute metaforicamente o letteralmente dal simbolo stesso. I sistemi artistici non si limitano a dire qualcosa di un qualche oggetto: nel riferirsi a esso, mostrano contemporaneamente sé stessi. Il sintomo dell’esemplificazione mette in evidenza il carattere autoriflessivo dell’opera.
I sintomi dell'estetico forniscono una spiegazione per l'ineffabilità e l'immediatezza presenti nelle opere d’arte: la prima “si risolve in densità anziché in mistero” e la seconda “diventa un fatto di esemplificazione anziché di intimità” (218). In funzione di questa articolazione dei sintomi si può dire che “la densità, la saturazione e l’esemplificazionalità, sono contrassegni dell’estetico; l’articolazione, la rarefazione e la denotazionalità, contrassegni del non estetico” (219).

## Autenticità:autograficovsallografico
In questa sezione del libro si analizza l'ipotesi se vi sia una differenza estetica tra due dipinti: un originale e una copia. Se c'è una differenza tra i due, non deve dipendere da ciò che si può discernere visivamente al momento attuale: in base all’ipotesi formulata, non c'è alcuna differenza visiva che può essere rilevata. Secondo Goodman è possibile riconoscere una differenza estetica tra i due dipinti anche se non siamo in grado di distinguerli visivamente uno dall'altro, poiché la consapevolezza che uno è l'originale e l'altro una copia ci informa e modifica la nostra attuale percezione dei due dipinti. La consapevolezza della differenza tra i due dipinti “influisce sul ruolo che il presente atto di guardare ha nell’esercitare le mie percezioni a distinguere fra questi quadri o fra altri” (95).

Un ulteriore problema legato all’autenticità risiede nella diversa concezione di falsificabilità dell’opera tra forme d’arte diverse. Goodman traccia una distinzione tra le arti sulla base della possibilità che esistano falsificazioni di opere appartenenti allo stesso medium. In base alle caratteristiche sintattiche e semantiche delle notazioni delle varie forme artistiche, si distinguono le opere d’arte “autografiche” e quelle “allografiche”. Prima di analizzare questa distinzione è necessario precisare che “il confine tra arte autografica e arte allografica non coincide con quello fra arte «singola» e arte «multipla»” (103); non corrisponde neppure a quello tra arti a uno stadio, come la pittura, e arti a due stadi, come la musica. La letteratura, infatti, “non è autografica anche se è a uno stadio” (102); mentre la stampa “è a due stadi, ed è tuttavia autografica” (103). L’ipotesi di partenza è che “un’opera sia autografica se e solo se la distinzione tra falso e originale è significativa” e quindi “se e solo se anche la più esatta duplicazione non conta per questo come genuina” (102). Una prima risposta è che l’autenticità conta solo dove non c’è notazione:
Conta soltanto quella che potremmo chiamare identità di compitazione: la corrispondenza esatta quanto a sequenze di lettere, spazi e segni di punteggiatura. Qualsiasi sequenza – anche una falsificazione del manoscritto olografo o di una certa edizione – che corrisponda così come si è detto a una copia corretta è essa stessa corretta, e l'opera originale non è nulla di più di una tale copia corretta. (104)
Goodman giunge a questo risultato passando attraverso un’indagine “tecnica” sulla notazione. Un sistema è definito notazionale "se e solo se tutti gli oggetti congruenti con le iscrizioni di un carattere dato appartengono alla stessa classe di congruenza e possiamo, in via teorica, determinare che ogni segno appartiene a, e ogni oggetto è congruente con le iscrizioni di, almeno un carattere particolare."(137)

## Spartito, schizzo e copione
La distinzione tra le nozioni di “spartito”, “schizzo” e “copione” viene introdotta da Goodman al solo scopo di distinguere le diverse modalità simboliche.
La musica (classica e occidentale) nella notazione standard è un’arte allografica a due stadi, dove il primo stadio è costituito dallo spartito e il secondo dalle sue esecuzioni. Poiché “uno spartito è un carattere di un sistema notazionale” (155), allora “dati il sistema notazionale e un’esecuzione dello spartito, si può ricostruire lo spartito stesso” (156). La conformità con lo spartito è l’unico requisito per conservare l’identità dell’opera musicale, indipendentemente da chi la esegue o dalla storia di produzione. È proprio in virtù di questa caratteristica che “l’identità dell’opera e dello spartito è conservata in qualsiasi serie di passaggi, indifferentemente da un’esecuzione congruente all’iscrizione-spartito” (156). Perciò tutte e solo le esecuzioni che corrispondono pienamente o "rispettano" lo spartito contano come esecuzioni dell'opera. L’opera, tuttavia, “non è lo spartito, ma è la classe delle esecuzioni congruenti con uno spartito, ovvero l’insieme di tutte le esecuzioni che rispettano i dettami di uno spartito”. Le diverse esecuzioni di un’opera musicale non sono “interpretazioni”, “variazioni” o “trasposizioni”: le diverse esecuzioni corrispondono all’opera. Secondo questa logica uno stesso spartito potrebbe dare origine a esecuzioni diverse, pur essendo tutte congruenti alla stessa opera.
Lo schizzo si pone all'estremo opposto di un sistema di notazione, poiché le opere in questa forma d'arte sono caratteri in sistemi sintatticamente e semanticamente densi. La pittura è un’arte autografica a uno stadio, dunque il dipinto stesso conta come opera. Questo vale anche per gli schizzi che precedono i dipinti. A differenza di un’esecuzione musicale, “nessuna delle proprietà pittoriche di uno schizzo può essere lasciata cadere come irrilevante” (168). Dal momento che “non determina una classe di oggetti che siano i soli ed equivalenti esemplari di un’opera”, lo schizzo “non definisce un’opera, […] ma semmai è un’opera” (168). Anche se fosse usato come guida per la produzione dell'opera finale, lo schizzo differirebbe dallo spartito, “non perché funzioni come carattere di un linguaggio di specie diversa, ma perché non funziona affatto come carattere di un linguaggio” (169). Per questi motivi l’unico modo per identificare un dipinto originale è quello di stabilire la sua storia di produzione.
Il copione si colloca a metà strada tra lo schizzo e lo spartito: “diversamente da uno schizzo, è un carattere in uno schema notazionale e in un linguaggio ma, diversamente da uno spartito, non è in un sistema notazionale" (173). I requisiti sintattici sono rispettati, ma non tutti quelli semantici. I testi, che siano saggi, poesie, romanzi o biografie, sono caratteri in uno schema notazionale. Pertanto un’opera letteraria corrisponde al medesimo testo che la compone. Non bisogna però confondere l’opera testuale con la classe di emissioni verbali congruenti a esso. Un testo è un’iscrizione in un linguaggio e la sua identità dipende dal linguaggio al quale appartiene. Quindi “tanto l’identità di lingua quanto l’identità sintattica all’interno della lingua sono condizioni necessarie per l’identità di un’opera letteraria” (182).
La differenza tra autografico e allografico permette dunque di distinguere la nozione di copia da quella di replica: la prima corrisponde alla relazione in un sistema simbolico singolare autografico, mentre la seconda alla relazione in un sistema multiplo allografico.